# Akszu
Akszu (egyszerűsített kínai írással: 阿克苏, pinjin: Aksu / Ākèsū) város Kínában, Hszincsiang tartományban. 